# Rudolf Buchfelder
Rudolf Georg Buchfelder (Vienna, 6 febbraio 1884 – Vienna, 15 maggio 1967) è stato un pallanuotista austriaco.
Ha partecipato ai Giochi di Stoccolma 1912, classificandosi al quarto posto.